# Tillandsia fluminensis
Espèce
Classification phylogénétique
Tillandsia fluminensis Mez est une plante de la famille des Bromeliaceae, originaire du Brésil.
L'épithète fluminensis signifie « de Rio » (Rio = « fleuve » et « fleuve » = flumen).

## Protologue et Type nomenclatural
Tillandsia fluminensis Mez in Mart., Fl. Bras. 3(3): 592, n° 11 (1894)
Diagnose originale :
« TILLANDSIA FLUMINENSIS n. sp. foliis dense rosulatis utriculum haud efformantibus, quaquaversis, e late lineari perlonge acutis, dense lepidibus maximis obtectis +/- sericantibus; inflorescentia scapo elata, multiflora, compacte e spicis 6-10 composita paniculata, folia subaequante vel minute superante; bracteis floralibus late ovatis breviterque acutis, dorso lepidotis, sepala superantibus; sepalis connatis, antico cum reliquis ad 1 mm., posticis inter sese ad 2 mm. connatis, dorso paullo lepidotis; petalis lamina late ovali, suberecta; staminibus quam petala brevioribus, antheris longe acutis; stylo antheras superante. »
Type :
- leg. B. Luschnath, s.n. ; « Brasiliae prov. Rio de Janeiro, circa urbem » ; Herb. Petrop[1].
- leg. B. Luschnath, s.n. ; « Brasilien: Rio de Janeiro » ; Isotypus B [ Planche en ligne ]

## Écologie et habitat
- Typologie : plante herbacée vivace en rosette acaule monocarpique vivace par ses rejets latéraux ; épiphyte[1] ou saxicole[1].
- Habitat : ?
- Altitude : ?

## Distribution
- Amérique du sud :
  -  Brésil
    - Rio de Janeiro[1],[2]